# Oodi
Oodi est une ville du Botswana.